# Борсук, Людмила Леонидовна
Людмила Леонидовна Борсук (род. 28 апреля 1952, Брест), в замужестве Кайгородова — советская белорусская легкоатлетка, специалистка по прыжкам в длину. Выступала за сборную СССР по лёгкой атлетике в середине 1970-х годов, серебряная призёрка чемпионата СССР, участница летних Олимпийских игр в Монреале.

## Биография
Людмила Борсук родилась 28 апреля 1952 года в городе Бресте Белорусской ССР.
Занималась лёгкой атлетикой в Минске, состояла в добровольном спортивном обществе «Буревестник».
Наивысшего успеха в своей спортивной карьере добилась в сезоне 1976 года, когда с личным рекордом 6,60 метра выиграла серебряную медаль в прыжках в длину на чемпионате СССР в Киеве — уступила здесь только москвичке Лидии Алфеевой. Благодаря череде удачных выступлений удостоилась права защищать честь страны на летних Олимпийских играх в Монреале — на предварительном квалификационном этапе прыгнула на 5,98 метра и в финал не вышла.
После монреальской Олимпиады Борсук больше не показывала сколько-нибудь значимых результатов в лёгкой атлетике на международной арене.